# Huigra

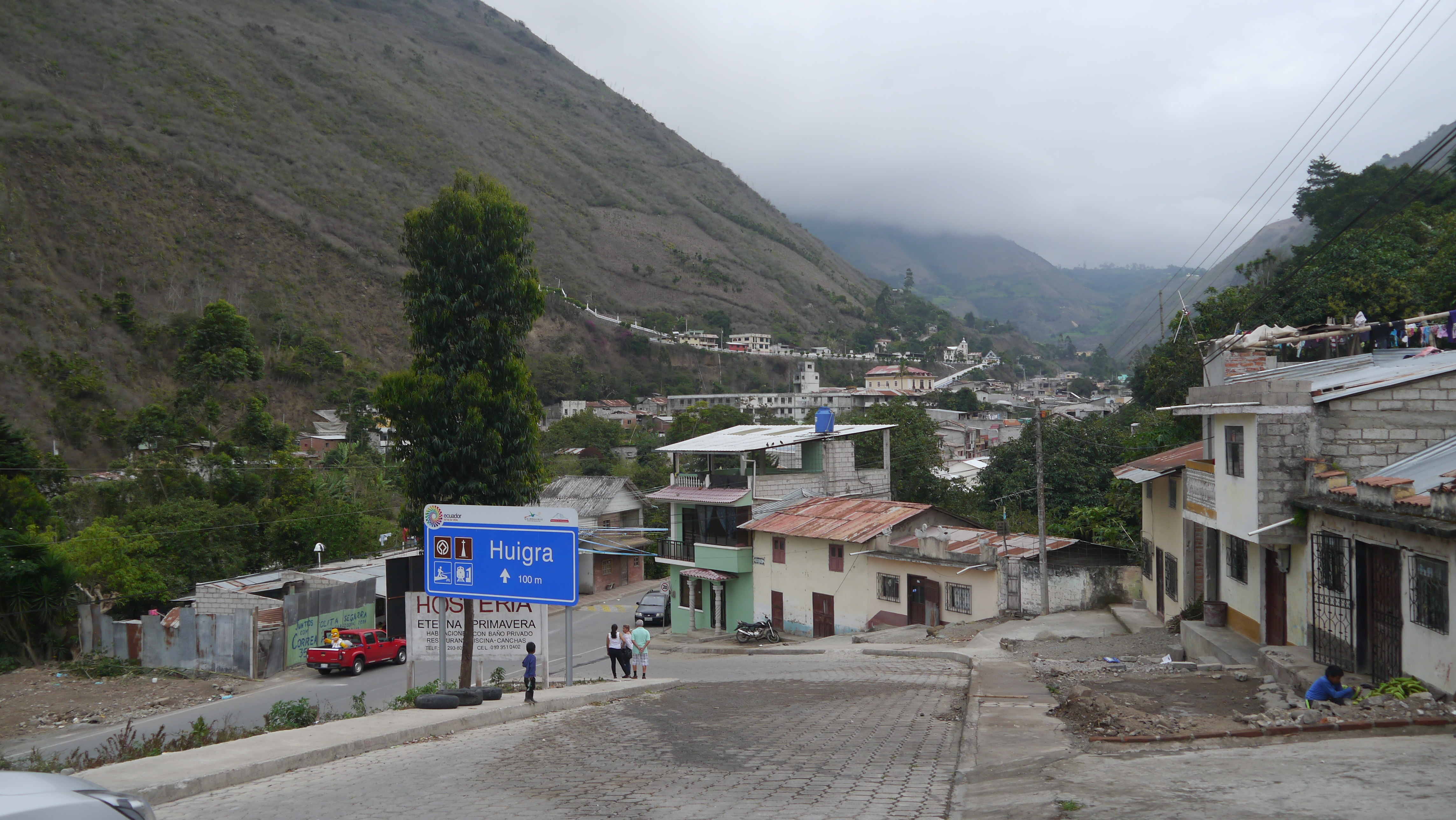
Entrada a Huigra, cantón Alausí

Huigra  la "eterna primavera" llamada así por su bondadoso y saludable clima subtropical templado,   es una parroquia rural del cantón Alausí, al sur de la provincia de Chimborazo (Ecuador). Tiene una cantidad de 2 400 habitantes aproximadamente, y una extensión de 129,67 km² según el censo poblacional de 2010. Se encuentra ubicada entre las faldas de los cerros Pazán y Chasmay, a dos horas de Riobamba,
Huigra fue la segunda población creada para  el paso del ferrocarril donde llegaban varios extranjeros,  es por esta razón que la población de Huigra se encuentra conformada en su mayoría por trabajadores de las empresas de ferrocarriles y empleados de las haciendas cercanas, los mismos que provienen de provincias como: Cañar, Azuay y Chimborazo.  

## Historia
La parroquia fue fundada el 7 de mayo de 1907, por el inglés Edward Morley. Este personaje taló el bosque de la región para construir las primeras casas y generar leña para la movilización del ferrocarril andino.

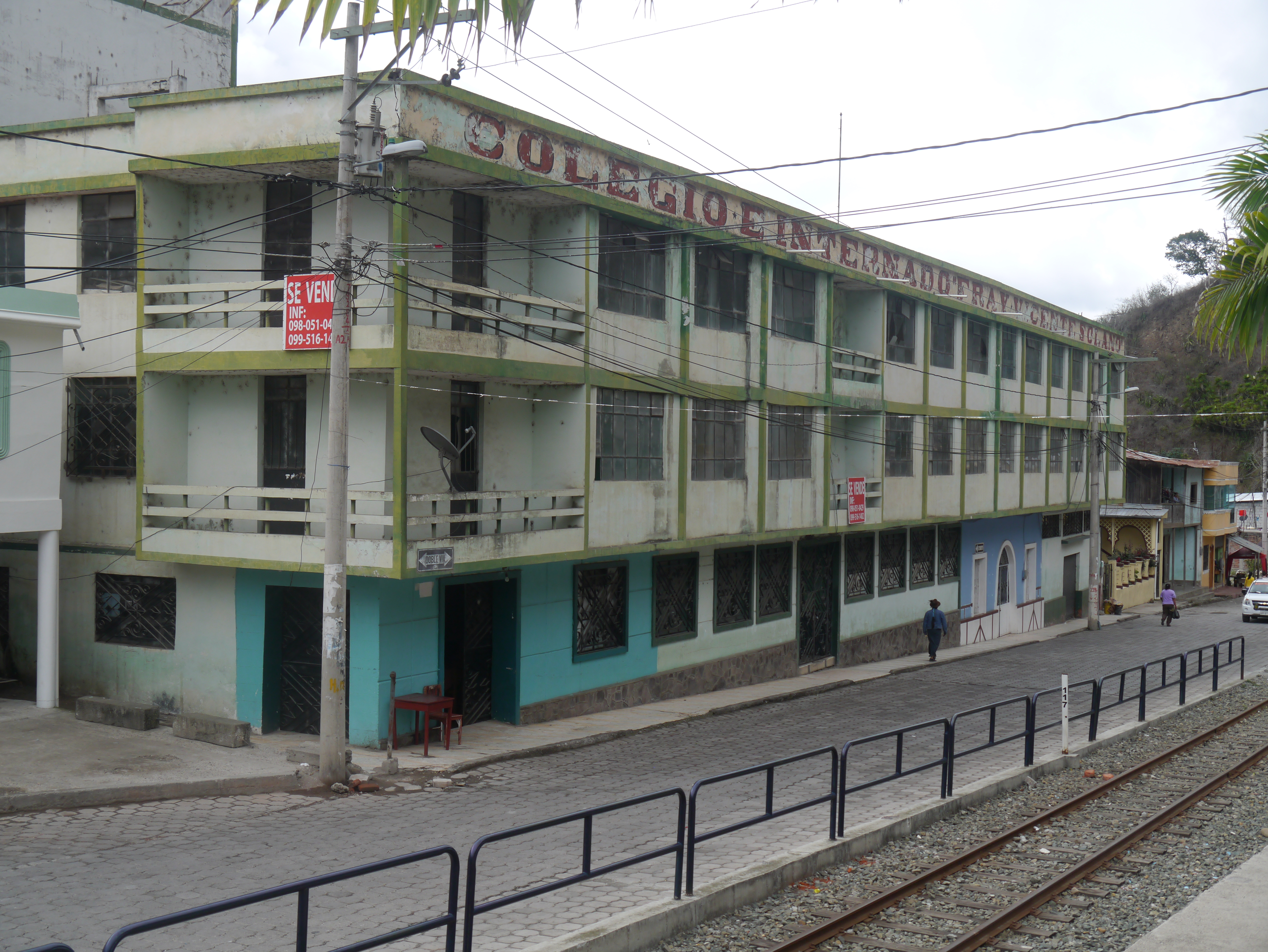
Internado Fray Vicente de Solano en Huigra

En esta parroquia se encontraba activo el internado Fray Vicente Solano, fundado por el Padre Daniel Paredes Machuca.
Huigra se fundó como el segundo pueblo creado al paso del Ferrocarril, en donde funcionó la Compañía de Julio C. Carrión, primer jefe de estación y principal encargado de los trenes que tripulaban a jamaiquinos y estadounidenses. Don Roberto Maldonado, el primer telegrafista del Ecuador, era el encargado de transmitir todas las anotaciones, datos y hechos en el Registro de Trenes, que era enviado a la Gerencia. Entre otros telegrafistas destacados de la Gerencia están: Filemón Flores, Segundo Ronquillo, Néstor Santander y Luis Sotomayor.
El 20 de junio de 1903, se realizó la firma del contrato entre el Consejo de Cuenca y la Compañía Ferrocarril, en donde se buscaba el arreglo y mantenimiento del camino de la Herradura, que recorría desde Huigra hasta el Cañar. En estos tiempos, Huigra era considerada una importante Terminal Ferroviaria, por lo que el pueblo tuvo que desarrollarse rápidamete. En este proceso, se destacan construcciones como El Berlín, hotel de propiedad de Daniel Navarrete; el Hotel Huigra propiedad de Eduardo Morley; la Estación; el Parque Central en donde se levantó el monumento en bronce al General Eloy Alfaro, quien llegaría a la Gerencia del Ferrocarril en el pueblo, en el que pueden notarse las figuras de los empresarios Archer Harman y John Harman; y las casas destinadas a la renta, propiedad de familias reconocidas de la zona como lo eran los Núquez, Andrade y Calle. La estratégica posición del pueblo de Huigra, su buen clima y su belleza natural, atrajeron a varios visitantes, principalmente de la Costa ecuatoriana. 
En 1938, el pueblo experimentó problemas con el creciente río Chanchán, el cual arrasó con varias casas y provocó daños a la infraestructura general del pueblo. 
Con la llegada de la vía del Ferrocarril conocida como Sibambe-Cuenca a la estación de Tipococha, en Cañar, el transporte entre las ciudades del Austro ecuatoriano y el pueblo de Huigra se vio afectado, al volverse cada vez menos útil. Se terminó por eliminar definitivamente la vía que pasaba por Huigra. Las oficinas del Ferrocarril fueron trasladadas a la ciudad de Riobamba, dejando atrás lo que fue la Gerencia del Ferrocarril del Sur.

## Geografía

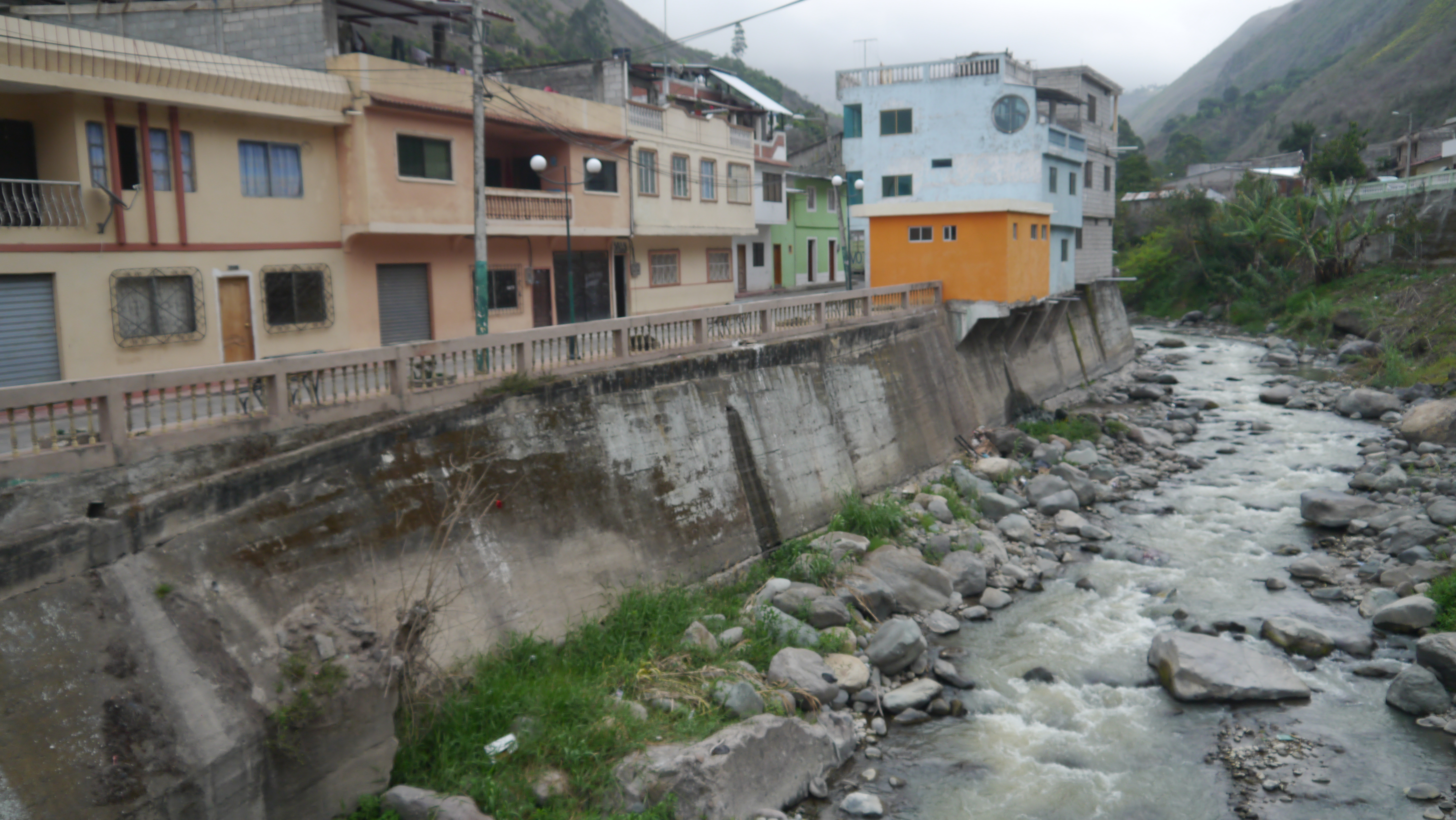
Río Chanchán en Huigra, provincia del Chimborazo

La parroquia Huigra es atravesada de norte a sur por el Río Chanchán. Al norte limita con la jurisdicción del Cantón  Cumandá de la provincia de Chimborazo. Al oeste limita con las jurisdicciones de las Parroquias Ventura y General Morales del Cantón Cañar, en la unión de la quebrada Huagalyacu y el Río Chanchán que representa el punto límite de la parroquia Huigra. Al este limita con la jurisdicción de la parroquia Sibambe del Cantón Alausí. Era muy conocido que a través de estos lugares se acortaban las distancias de entrada y salida de la Sierra al Litoral. Muchos de los residentes eran originarios de Sibambe, parroquia que se vería afectada en sus intereses territoriales, esta situación generó varias divergencias por los criterios contrapuestos que existían.

## Clima y Temperatura

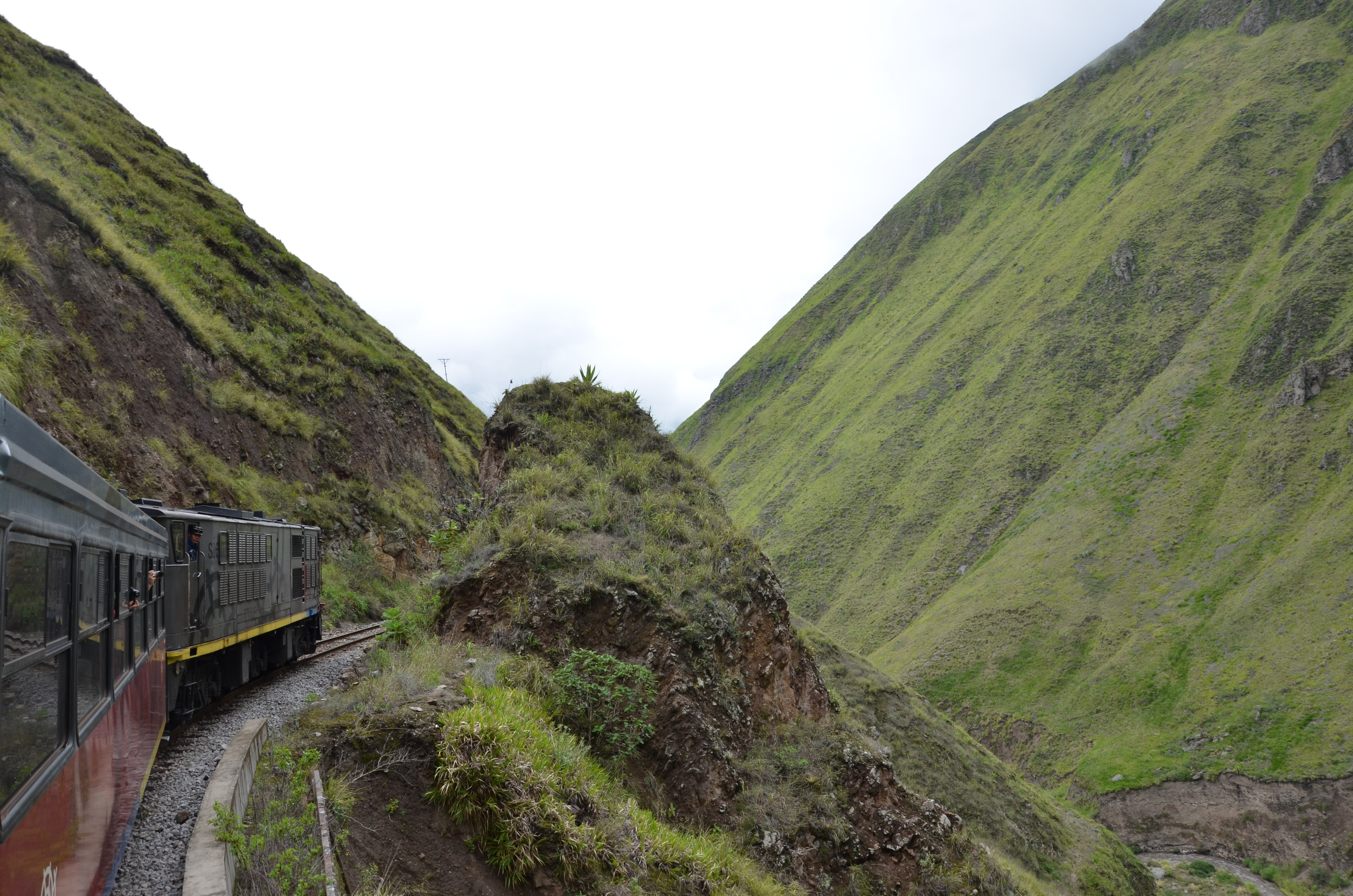
Maravillosa experiencia- Nariz del Diablo- Ecuador

Clima subtropical templado que oscila entre los 16 °C a 26 °C, está situada a 1255 metros sobre el nivel del mar. La parroquia Huigra se encuentra ubicada en el centro en una hondonada lo cual origina un clima subtropical templado que alcanza una precipitación de 500 a 200 mm. Esto permite que exista una gran variedad de productos agrícolas. 

Entre los factores climáticos variables del clima tenemos la precipitación, que se presenta en dos épocas definidas entre el periodo de diciembre y abril las lluvias suelen ser más abundantes mientras que en las temporadas  de junio a noviembre existe menos presencia de precipitación. Por otro lado, se encuentra la temperatura del aire que es el elemento climático al cual se le asigna mayor importancia. La temperatura media genera un promedio anual de 21 °C , durante los meses de julio, agosto y septiembre. Aquí se presenta el mayor nivel de temperatura mientras que en los meses de enero y febrero la temperatura se caracteriza por ser más baja. 

## Turismo
En Huigra confluía una gran parte del turismo vía tren en el Ecuador, debido a que en este sector se encuentra la gerencia de Ferrocarriles del Ecuador, además de la estación de trenes Huigra. Actualmente el Tren Crucero de la Empresa Pública Ferrocarriles del Ecuador pasa alrededor de dos veces por semana. Tienen como atractivo también la gruta en la colina a la Virgen de la Inmaculada Concepción, que es la patrona de la ciudad, y cuyas fiestas se celebran entre el 8 y 13 de diciembre.

### Tren Nariz del Diablo.

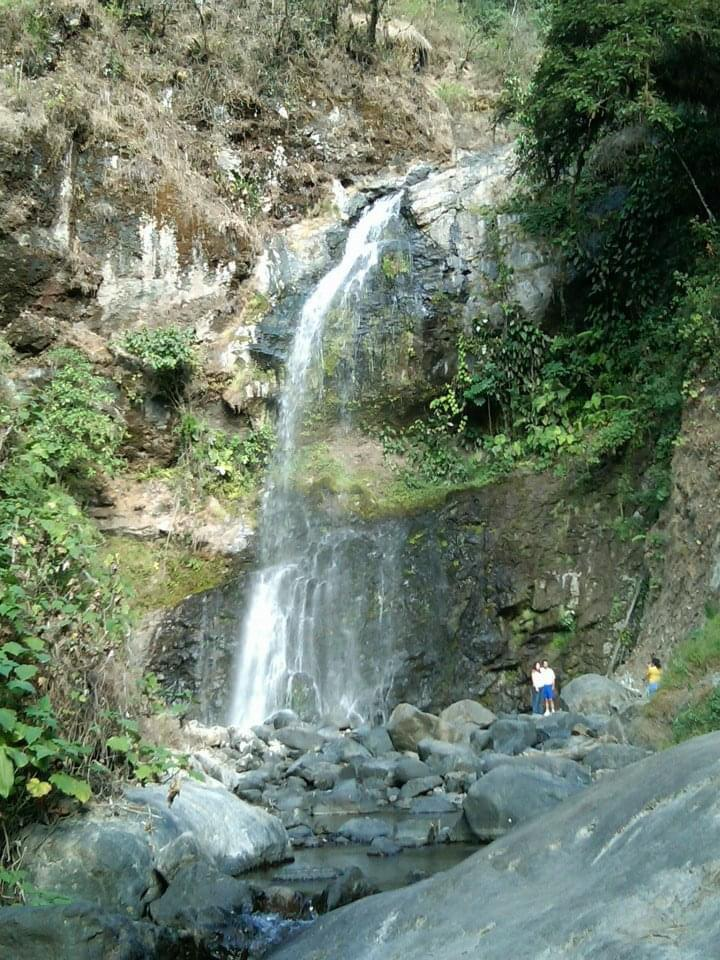
Turismo en Huigra, Cascada Panamá, una experiencia única con la naturaleza.

A partir del tren Trasandino, que en sus tiempos fue la primera línea ferroviaria del Ecuador, hoy funciona el Tren del Ecuador, como un transporte turístico que conecta la costa y la sierra con varias rutas. 

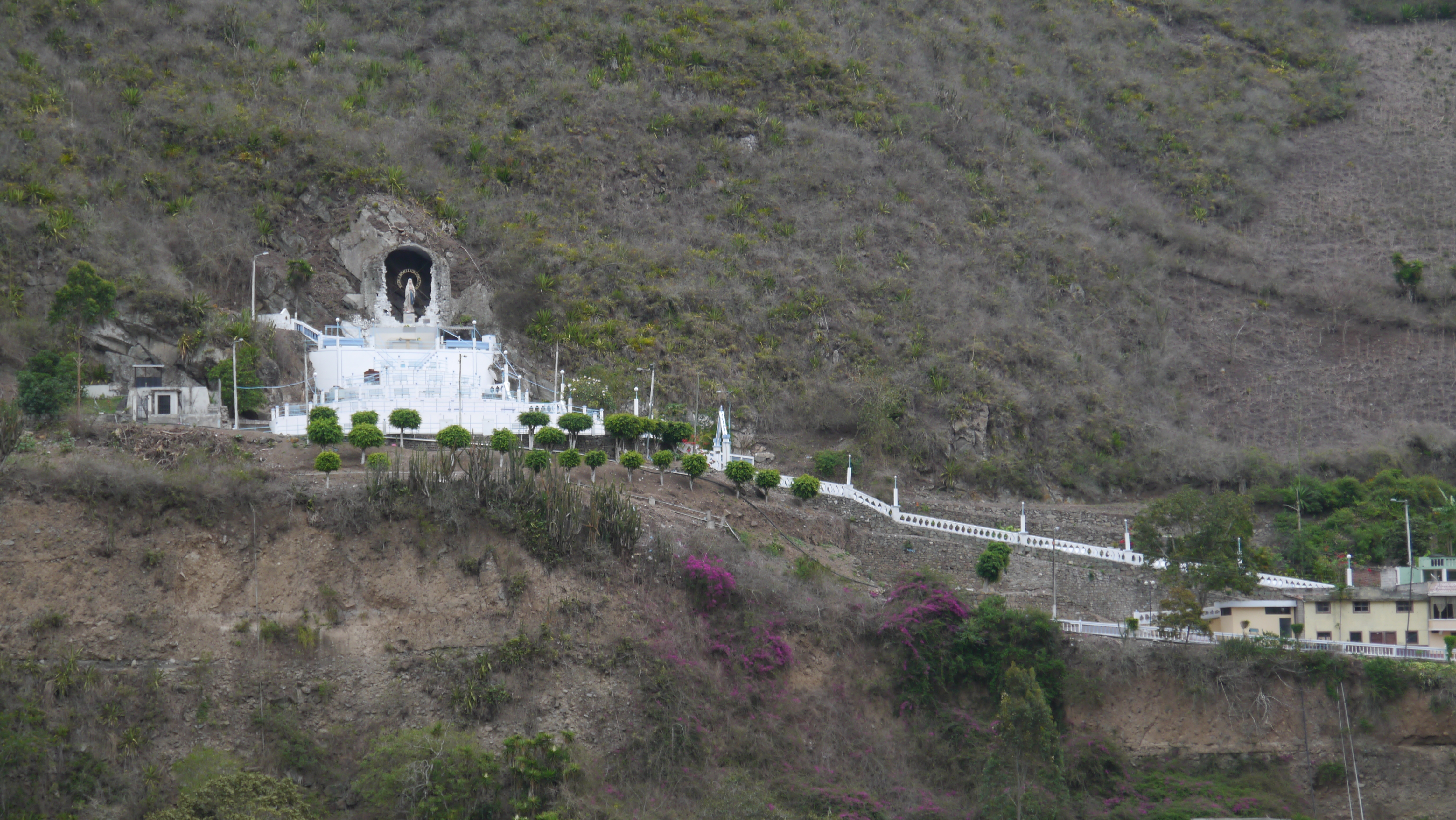
Gruta de la Virgen de la Inmaculada Concepción en Huigra, cantón Alausí, provincia del Chimborazo

Unas de estas principales rutas es el recorrido de la Nariz del Diablo, que inicia desde Huigra hasta Alausí. En este tur se puede disfrutar de todo el paisaje que ofrece la zona, el clima; además de que el tur incluye  una parada en la  Hostería Eterna Primavera. El recorrido del tren tiene una duración de 3 horas de viaje, que incluye paradas en algunos pueblos locales de la zona.
La Nariz del Diablo se considera una de las visitas turísticas más interesante para los visitantes tanto nacionales como internacionales debido a que este fue uno de los desafíos más grandes que enfrentó el Ferrocarril Transandino en el momento de su construcción, ya que la zona es una montaña con paredes perpendiculares. Se  realizaron los caminos en forma de zig-zag  a un desnivel de más de 500 m de altura, y la longitud de esta vía es de 12,5 km. Está construcción fue tan impresionante que incluso en la actualidad se considera una importante obra de la ingeniería.

### Cascada Panamá.
Esta cascada es uno de los principales atractivos turísticos naturales de Huigra, ya que se encuentra enclavada en un bosque nativo, cuenta con altura de aproximadamente 20 m y se sitúa a 7 km de la parroquia de Huigra. Para poner acceder a esta casaca se lo realiza misma mediante una caminata por un sendero de 200 m, es una experiencia única en contacto con la naturaleza.

### Cascada Angas.
Esta cascada se encuentra situada a 15 km de la parroquia de Huigra, vía al Guayas. Se caracteriza por su belleza y la experiencia que los visitantes tiene al realizar el recorrido de la misma. En la entrada principal cuenta con un mirador, en donde podemos observar parte de la cascada, que tiene una altura de 15m aproximadamente. Para acceder a las faldas de la cascada se realiza un recorrido por un sendero pequeño de gradas, en donde a medida que los turistas se descienden a la parte inferior de la cascada pueden sentir el agua de la misma caer. Es una  de las  cascadas más  impresionantes  por  su  belleza y  es  un  orgullo de  las  atracciones turísticas  de  la  región y  fundamentalmente su  clima es  uno  de  los  3  mejores  del  mundo. Versión de Washington  Brown  un  nativo de  la  parroquia Huigra

### La Gruta de la Virgen.

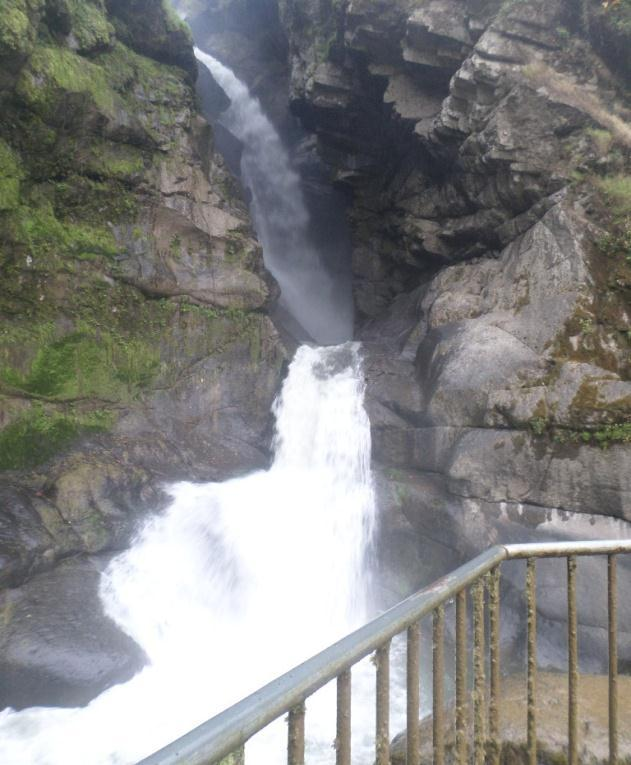
Maravilloso Turismo en Ecuador. Cascada del Angas. Huigra

La gruta de la Virgen de Lourdes, es uno de los principales atractivos turísticos que los visitantes pueden encontrar dentro de la parroquia. La estatua que podemos encontrar aquí la una de las imágenes de la Virgen de la Inmaculada Concepción de Lourdes, está construida con mármol y  fue donada por la italiana Adelina Perducci, quien estuvo de turista en 1931. Uno de los datos más curiosos es que existen solamente dos imágenes de la Virgen de Lourdes en el mundo; en Huigra, Ecuador y Turín, Italia. 
Para llegar a este lugar, partimos del parque Eloy Alfaro, el centro de Huigra, en una caminata de 10 minutos en dirección vía Alausí. Lo que más llama la atención de los turistas es que la estatua de la Virgen se encuentra dentro de una cueva, con vista hacia la parroquia. Además de que los turistas desde este punto podrán disfrutar de una vista completa de todo el pueblo.

## Gastronomía
La gastronomía Ecuatoriana se caracteriza por ser muy variada y llena de sabor, esto es muy apreciado por los extranjeros. La comida ecuatoriana es muy variada debido a la ubicación geográfica, las condiciones climáticas y características autóctonas del país. Cabe destacar que en la región Andina los platos que generalmente se consumen estas conformados por granos y tuberculosos, también se da el consumo de proteínas tales como:  alpacas, aves y cerdo. Tomando en consideración todo lo antes mencionado, podemos notar que la comida de la región Andina cuenta con un alto valor nutricional ya que también aquí su alimentación se da a través  de los productos cultivados. El Chimborazo  es una de las 24 provincias que ofrece a los turistas distintos cantones por visitar, uno de ellos es Huigra donde se ofrecen un sinnúmero de platos por probar, desde caldo de gallina hasta chicha huevona, aquí puedes encontrar  una variedad de sabores ya que sus platos son muy originales ya sea por su forma de prepararlos o su forma de servir. 
Es importante mencionar que a pesar de existir una gran riqueza histórica y cultural, aun hace falta fomentar el turismo para que así se promueva el consumo de la gastronomía nativa. Esto ayudaría de gran manera a la economía de esta parroquia. Ya que varios de sus habitantes se dedican al cultivo de granos, tubérculos, vegetales y leguminosas, tales como: cebada,trigo,mote y melloco. También existe un sector destinado a la crianza de animales como: vacas,cerdos y pollos. Es por esta razón que es de vital importancia ayudar a que el turismo disfrute de la gastronomía de esta parroquia. 

### Caldo de Gallina Criolla.

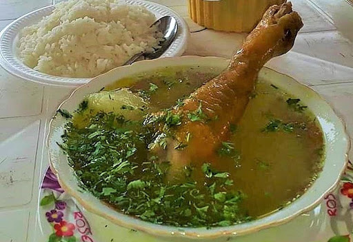
Caldo de gallina criolla.

Este plato típico es uno de los más apetecidos en este poblado, ya que este tipo de caldo siempre se lo va encontrar para la hora del almuerzo. Lo más importante en la preparación de este platillo es la gallina criolla, le agrega un sabor muy particular; además de que se le puede agregar otros ingredientes como arroz, zanahoria, alverja, hojas de albahaca fresca, cebolla blanca, entre otros. 

### Arroz con huevo en hoja de col.
Sin duda este es el plato típico más reconocido de este poblado, debido a que llama mucho la atención la simpleza del plato y la presentación del mismo . La historia del origen de este plato se remonta a los tiempos del ferrocarril transandino, en donde Huigra era una de las paradas más comerciales de esa época, además de ser una parada obligatoria. Los viajeros en ese entonces no podían demorarse mucho a la hora de comer, por lo tanto el almuerzo más rápido era el arroz con huevo y maduro frito, se lo servia en una hoja de col , que hacía la función de un plato desechable para que los viajeros pudieran llevarse y comer en el camino.

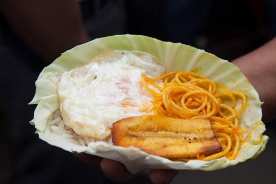
Arroz con huevo en hoja de col plato típico de la parroquia Huigra.